# Коламбус (Џорџија)
Коламбус (енгл. Columbus) град је у америчкој савезној држави Џорџија. По попису становништва из 2010. у њему је живело 189.885 становника.

## Демографија
Према попису становништва из 2010. у граду је живело 189.885 становника.
|                   | 2010.            | 2000.            |
| Укупно            | 189 885 (100,0%) | 185 781 (100,0%) |
| Афроамериканци    | 86 403 (45,50%)  | 81 466 (43,85%)  |
| Белци             | 82 890 (43,65%)  | 90 200 (48,55%)  |
| Хиспаноамериканци | 12 110 (6,378%)  | 8 368 (4,504%)   |
| Остали            | 4 354 (2,293%)   | 2 884 (1,552%)   |
| Азијати           | 4 128 (2,174%)   | 2 863 (1,541%)   |

## Партнерски градови
- Бистрица
- Зугдиди
- Кирју